# 輸送機

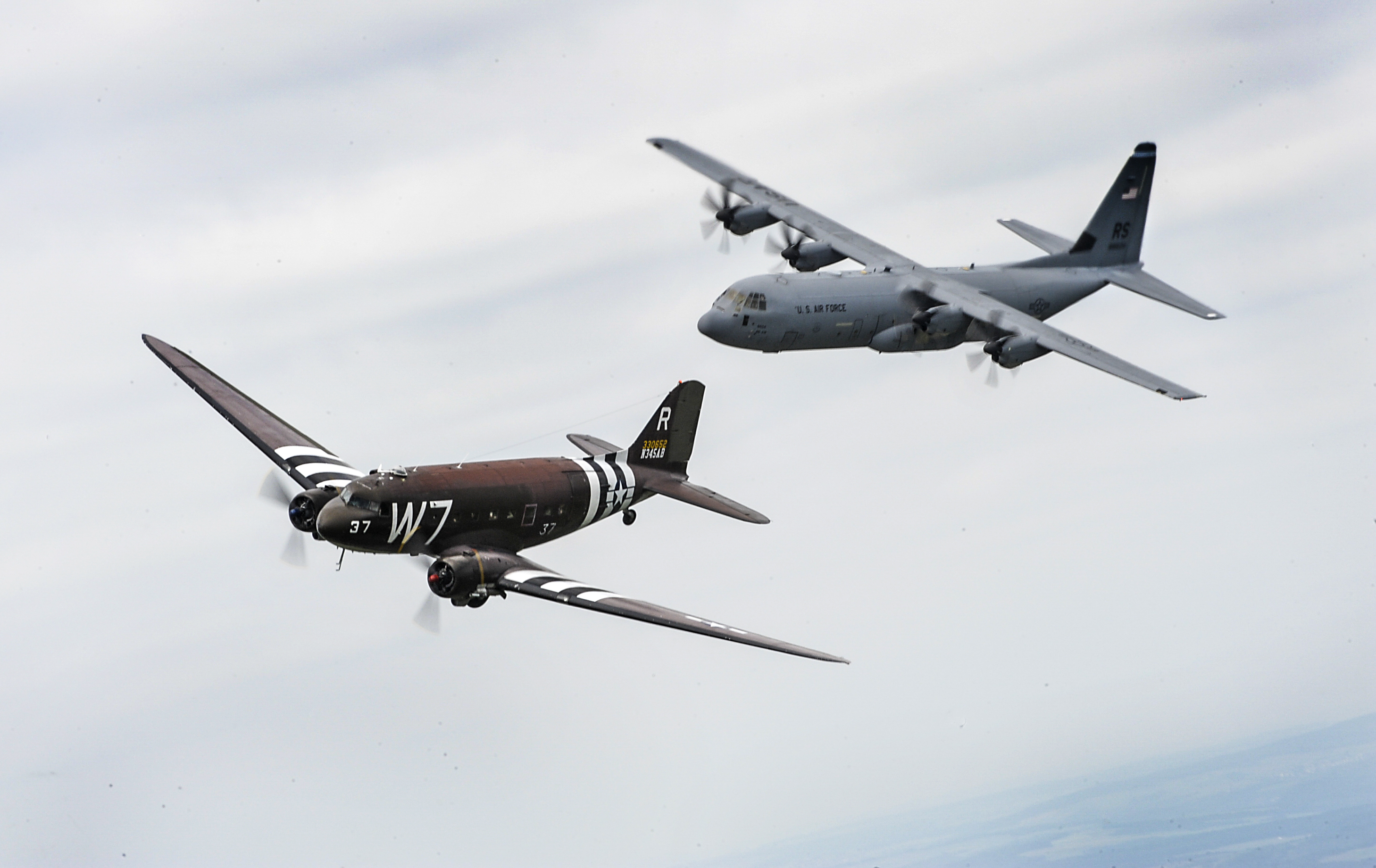
大戦世代の代表的輸送機であるC-47と、戦後世代の代表的輸送機であるC-130J

輸送機（ゆそうき）は、人や貨物の輸送を目的とする航空機。民間機の場合は、主として旅客の輸送を目的とする旅客機と、貨物の輸送を目的とする貨物機に大別される。
本項では軍用機としての輸送機について述べる。

## 任務の分類
空軍による空輸任務は、大きく戦略空輸と戦術空輸に分けられる。戦略空輸とは、大量の物資をある地域から別の活動地域に運ぶ任務である。後方の補給基地（通常は本国）から、前線に設けられた集積基地に運び込むもので、通常は大量の物資を長距離輸送することになる。一方、戦術空輸は、集積施設に運ばれた物資をさらに前線の各活動地域に輸送して、細分化された末端の組織に兵員や資材、物資を分配するものである。
民間の物流におけるハブ・アンド・スポーク・モデルでいえば、戦略空輸がハブ空港間の運航、戦術空輸がハブ空港からのスポーク路線の運航にあたる。ただし、民間の航空輸送の場合はハブ路線とスポーク路線では運ぶものの大きさや量も変わってくるのに対し、軍の輸送では、輸送距離や輸送総重量と、輸送品単品の大きさや重量には相関関係がないという相違点がある。すなわち、大きな部隊への輸送と小さな部隊への輸送を比べると、輸送量という点では大きな差があるが、大部隊では戦車を使っているものが小部隊であればオートバイで足りる、というようなことにはならない。このため、戦術輸送機であっても、ある程度の搭載能力が求められる。
固定翼機が着陸できないような場所への補給では、輸送機からの空中投下や、状況によっては大型の輸送ヘリコプターを使っての端末空輸も実施される。ヘリコプターは固定翼機と比べて航続距離が短くペイロードも少ないなど、車両輸送に近い特性を有するが、離着陸できる場所が多いなどのメリットがある。一方、運航コストが高いというデメリットがあり、アメリカ陸軍では「他の方法では物理的制約によって限界がある場合に利用する」と述べている。

## 設計の特徴

### 基本構造
第一次世界大戦では航空機が大規模に実戦投入されたが、この時点では航続距離も輸送能力も極めて限定的であり、貨物の輸送は依然として陸上車両が担っていた。戦間期には、政府関係者や優先度が高い貨物について航空輸送が行われるようになったものの、機材としては、当初は改修した爆撃機を使用していた。その後、民間航空が盛んになって旅客機が発達すると、これを転用した軍用輸送機が広く用いられるようになっていき、第二次世界大戦においてはJu 52やカーチスC-46、ダグラスC-47などが主力輸送機として活躍した。しかしこれらの機体はいずれも低翼・尾輪式で、駐機状態では貨物室の床が傾いてしまい、貨物の積み降ろしに不便であった。
ダグラス社がC-47の後継機として投入したC-54では、三車輪式が採用されたことで地上姿勢が水平になったものの、今度は床面の位置が高くなり、やはり積み降ろしには不便であった。また戦後に同社が実用化したC-74・C-124でも、大型化に伴って輸送量は増大したものの、床の高さと積み下ろしの問題は未解決のまま残された。フェアチャイルド社のC-82・C-119では機体後半を双胴機とすることで床面高を低くしているが、主力と言えるほどの勢力にはならなかった。一方、同社が軍用グライダーを発展させて開発し、1949年10月に初飛行させたC-123では、主翼を高翼配置にして胴体の地上高を下げ、貨物室の床面を低くするという構成が採用された。ロッキードではこの手法を大型輸送機に導入してC-130を開発しており、同機の成功によって、以後の各国の輸送機で広く採用されていくことになった。
なお、特に戦術輸送機では未整備の飛行場での運用も想定されるため、非舗装滑走路での運用能力や短距離離着陸（STOL）能力が求められる。ただし航空工学の発達により、戦略輸送機であっても非舗装で比較的短い滑走路を使えるようになる一方、戦術輸送機であってもかなりの航続距離やペイロード、巡航速度を備えるようになったことから、戦術輸送機と戦略輸送機の区別は以前ほど明瞭なものではなくなってきており、戦略輸送機を一気に前線飛行場まで投入するような運用もなされるようになっている。

### 輸送能力
Ju 52やカーチスC-46、ダグラスC-47などでは貨客搭載口が胴体側面に設けられていたため、車両や大型長形貨物の搭載・空中投下ができないという問題があった。大戦後まもなく大型パラシュートとプラットフォームによる重物料の空中投下方法が開発され、アメリカ空軍においては、1948年のC-119の実用化とともに重物料投下が可能となった。
C-130では、主脚を胴体のバルジ（膨らみ）に収容することで貨物室内の突起物を減らし、また最後尾にカーゴランプを設けることで物資の積み降ろしを容易にするという手法が用いられている。車両はランプを通じて自走して搭載・卸下可能である。C-5やAn-124ではコックピットを上方に配置し、機首にも開閉式のバイザーとランプを設けて、貨物室を機首まで全通させることで更に作業を効率化しているが、このような配置は大型機でなければ採用困難である。
ばら積み貨物はそのまま搭載することもできるが、特にC-130からは、軍用標準規格の463Lマスターパレットを介して積載すれば、機内に設置したレールとローラーコンベアを用いて効率的に搭載・卸下作業を進められるようになった。民間機の場合はコンテナ（ULD）の利用が広まっているが、胴体の下側のみを貨物室とすることを前提とした設計のコンテナが主流であるため、胴体全体を貨物室とすることが多い軍用輸送機で用いるには非効率的であり、パレットが主流となっている。なお軍用輸送機では多様な貨物を扱うことから、床部分をリバーシブルにして、車両などを搭載する場合にはローラーがある面が表に出ないようにする場合もある。
なお、軍用輸送機は民間機よりも機体構造が頑丈な傾向があるが、その分だけ余分な重さをいつも運んでいることになり、純粋な輸送効率の点では劣ることになる。このため、設備の整った空港を用いることができるなら、人員やコンテナ・パレット化された貨物の戦略空輸については、民間の旅客機や貨物機をチャーターしたり徴用したりして使用する場合もある。民間機が果たす役割比率が大きければ、それだけ、軍用輸送機をそれでしかできない任務に配分することができる。
空中給油機も、空中給油任務とともに輸送任務も兼用することがある。例えば航空自衛隊ではKC-767を「空中給油・輸送機」と呼称しており、このように民間機の設計を流用している機体は軍用機とはいえ純粋な軍用輸送機よりも快適な状態で人員を輸送することができる一方、貨物を搭載する場合には民間機と同様にパレット化されたものに限定される。
輸送ヘリコプターの場合は機内への積み込みの他、下部に貨物を吊り下げて運搬できる機体もある。ホバリングした状態でフックの付いたワイヤーを下ろし、地上で貨物と接続作業を行えば着陸せずに輸送できる、山間部など着陸できない場所にも運搬できる。機体に貨物室を持たず吊り下げに特化した輸送ヘリコプターは「エアリアル・クレーン」や「クレーン・ヘリ」と呼ばれる。クレーン・ヘリのCH-54は機体中央部がモジュール構造となっており、貨物室を搭載すれば人員輸送にも利用できる設計であった。

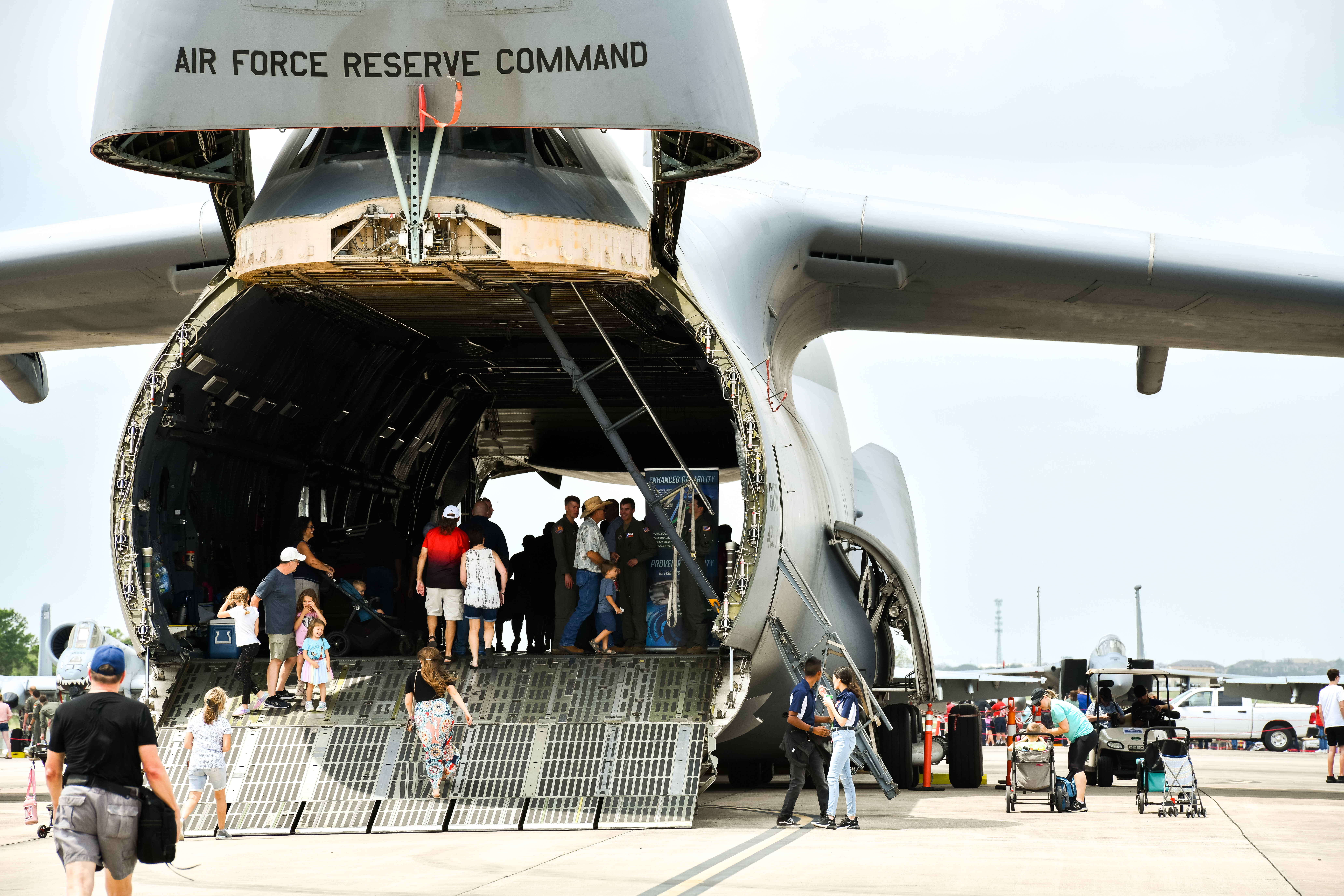
機首のバイザーを跳ね上げ、後部のカーゴランプを降ろし、貨物室を全通させた状態のC-5M
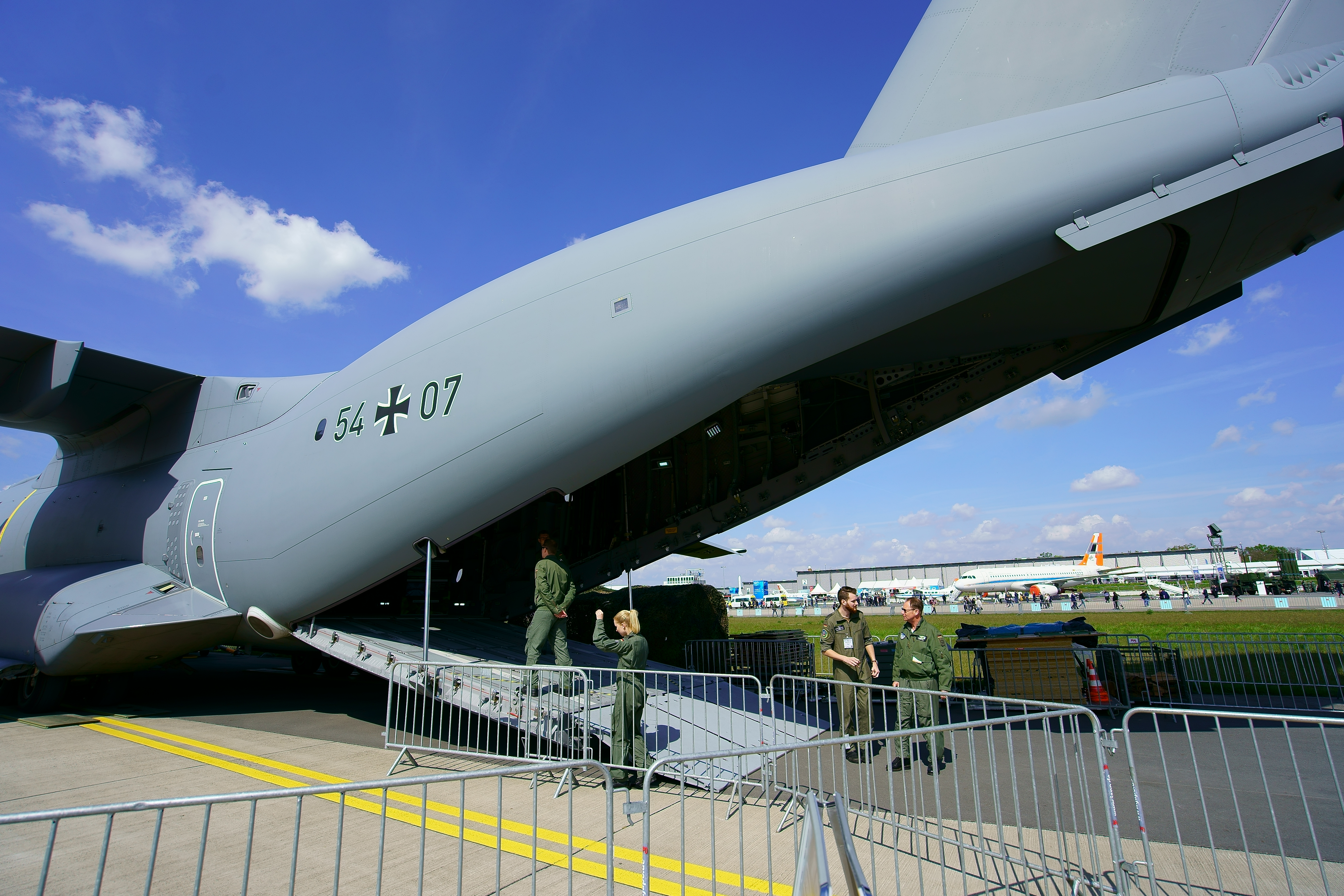
機体後部のカーゴランプを降ろした状態のA400M
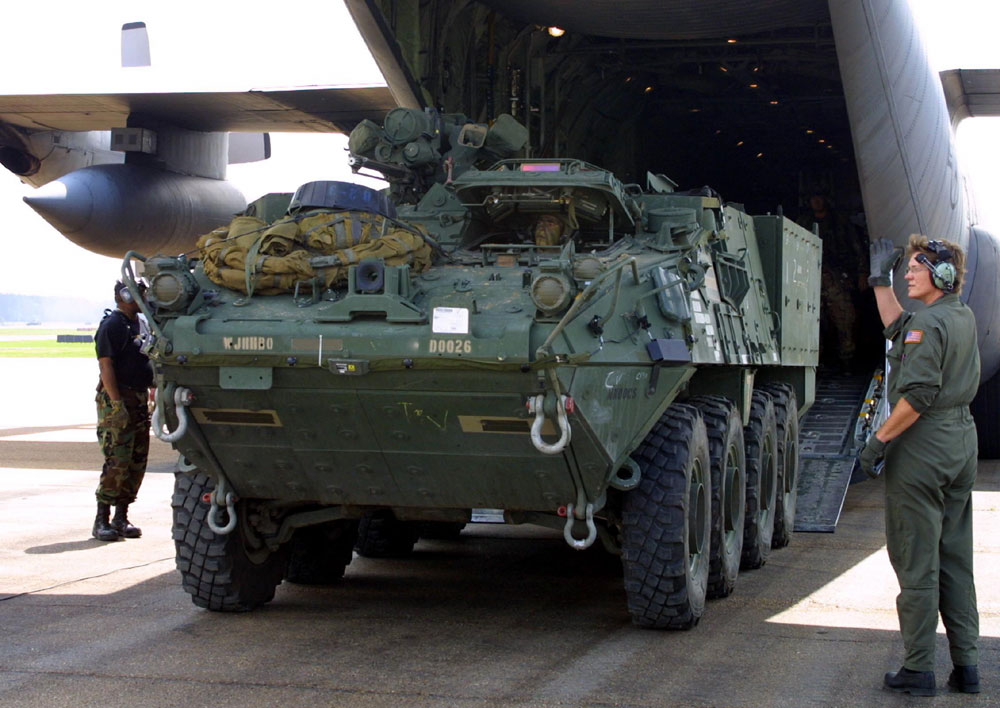
C-130のランプから自走するストライカー装甲車
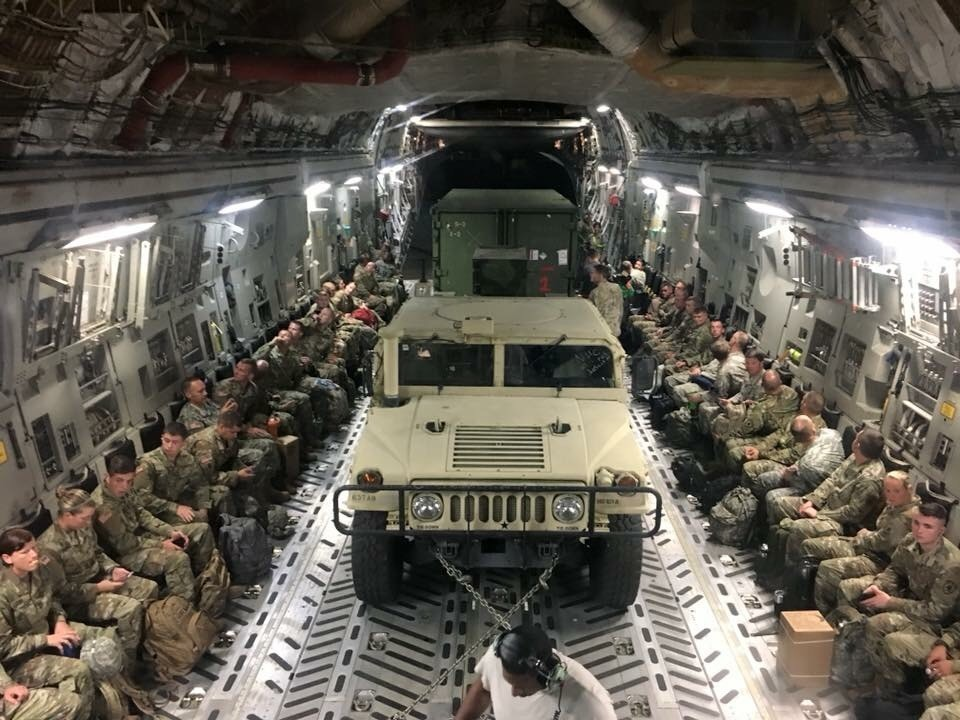
C-17貨物室中央に車両を固縛し、両側の座席に人員を着席させた状態
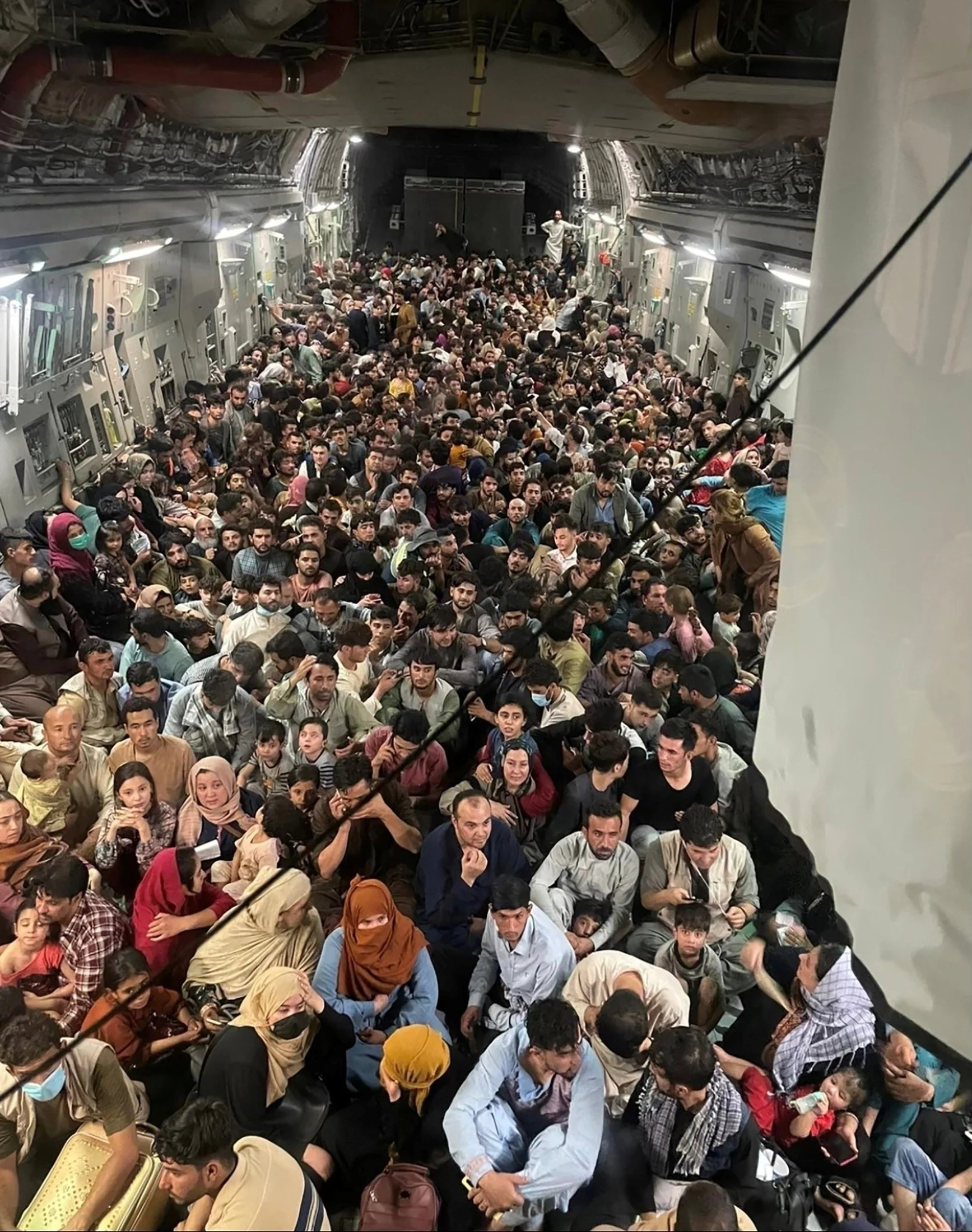
カーブル陥落に際して、C-17の貨物室一杯に乗り込んだ避難民
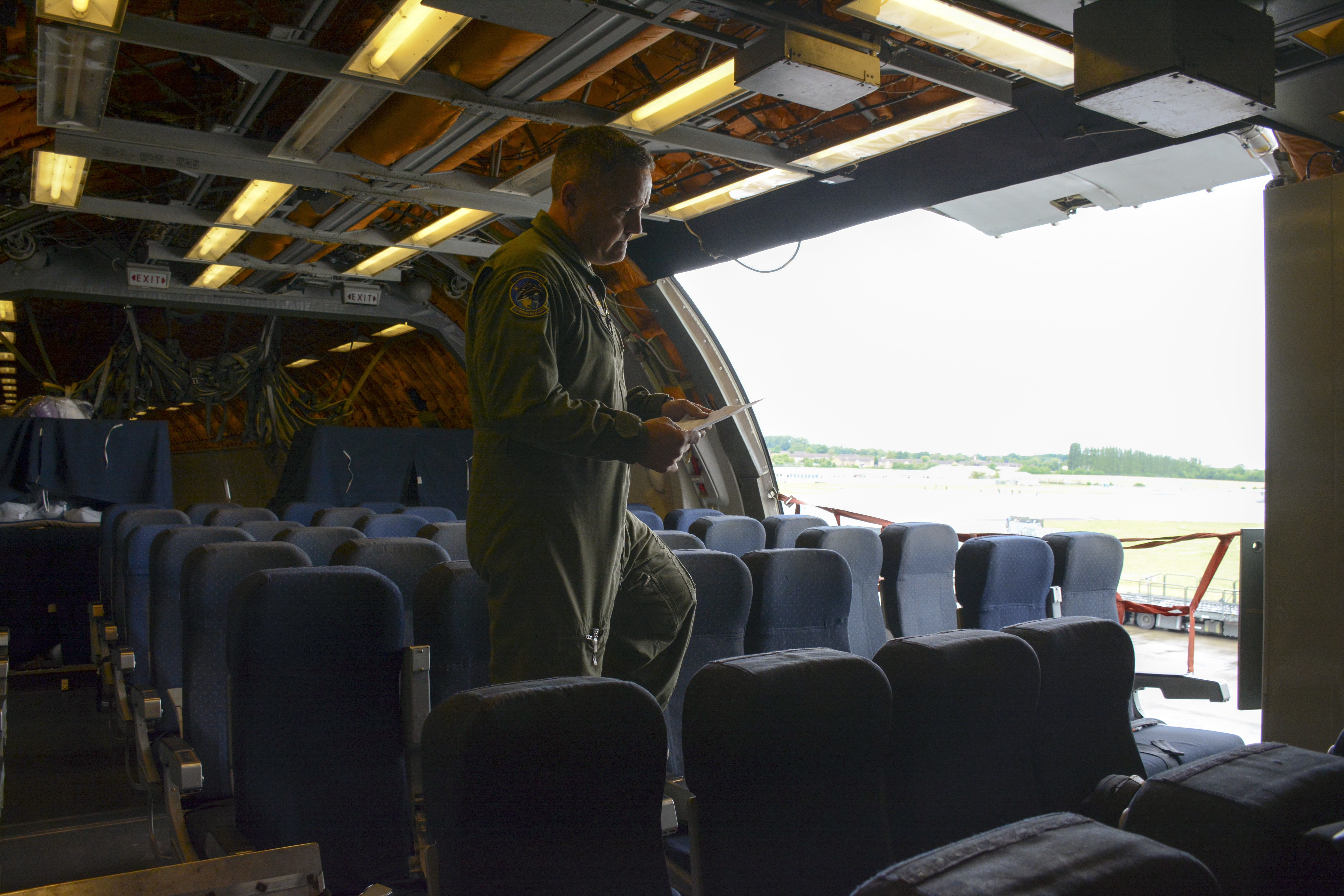
KC-10機内に搭載された客席
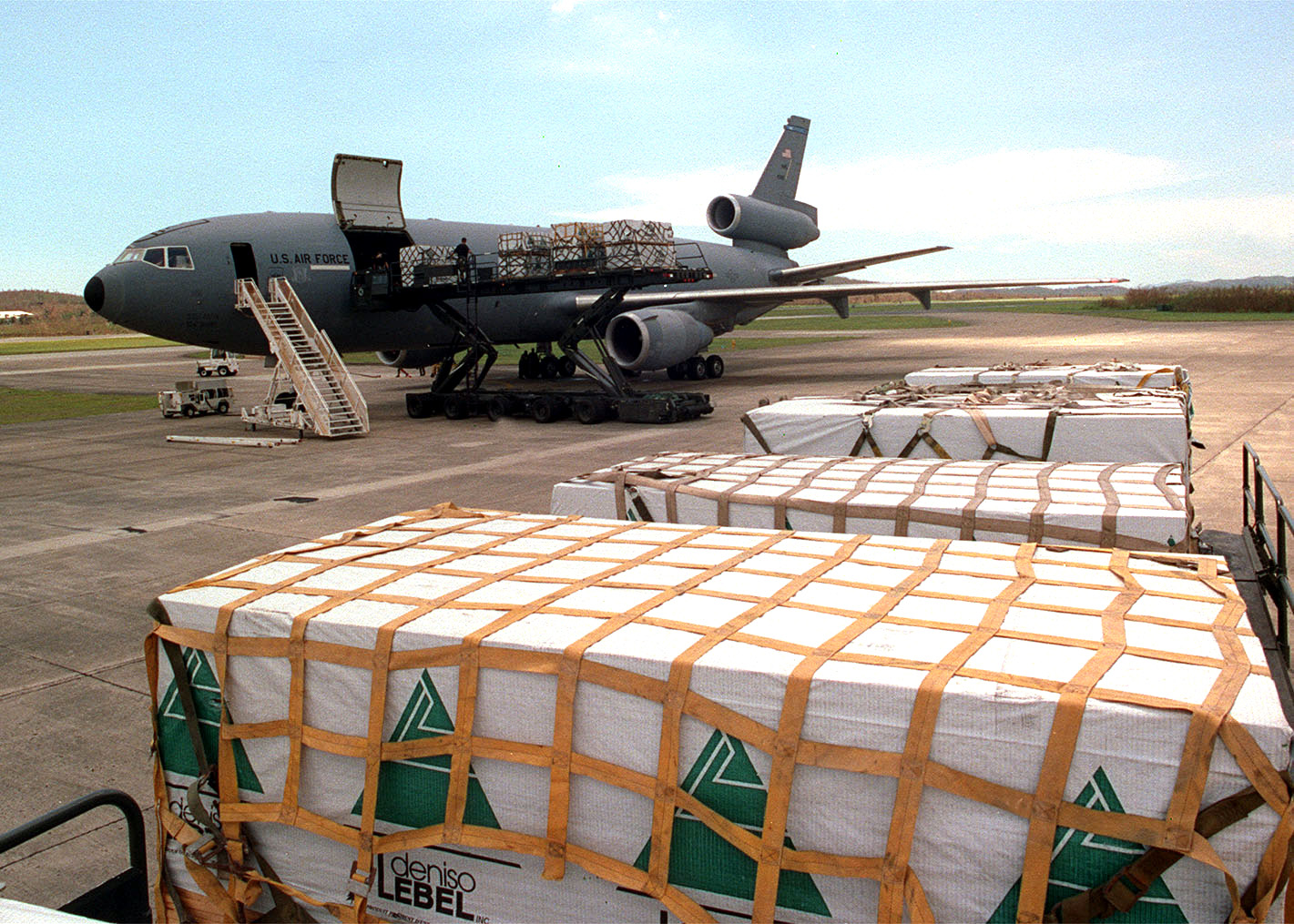
KC-10に搭載されるパレット化貨物
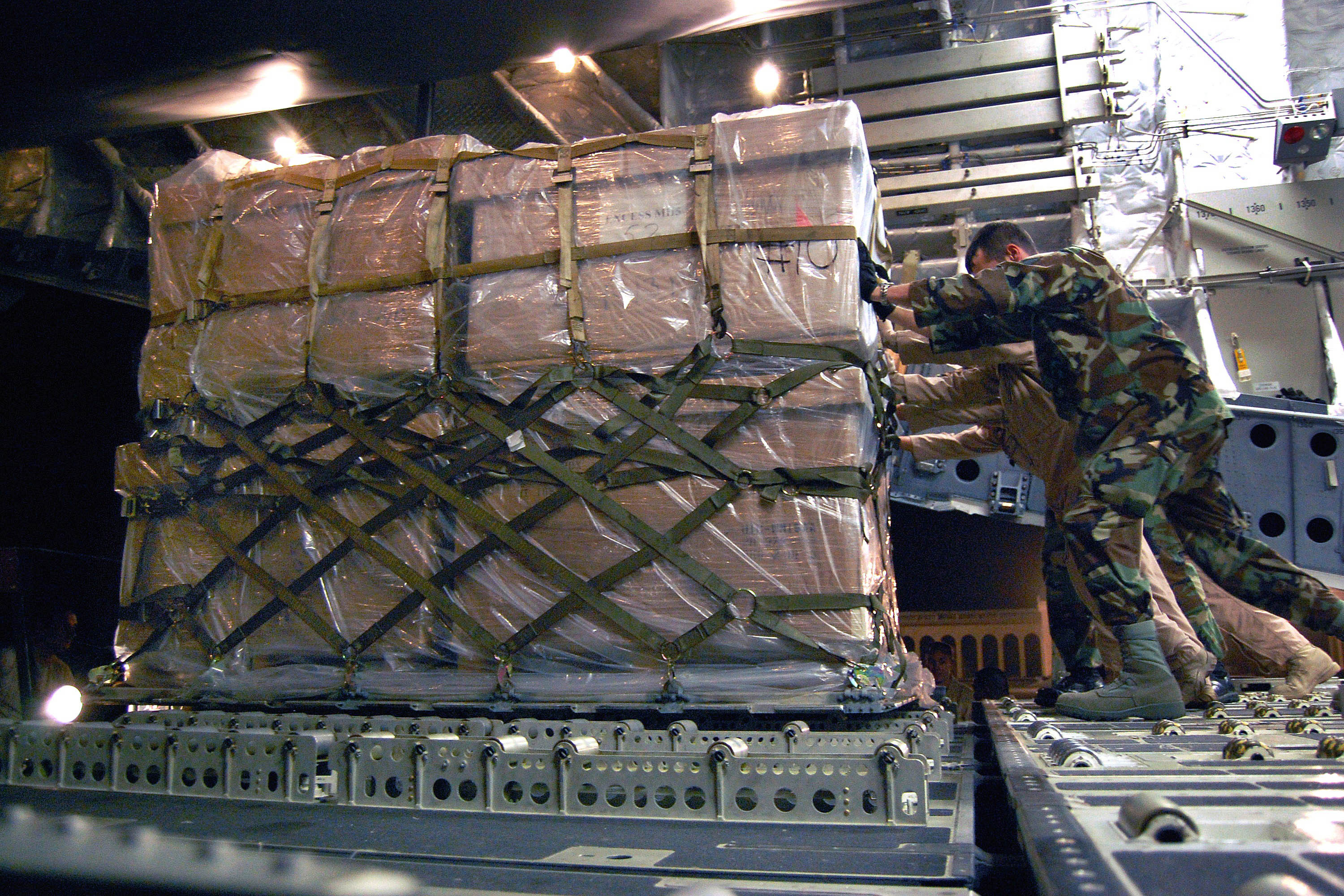
C-17機内でのパレット化貨物の卸下作業
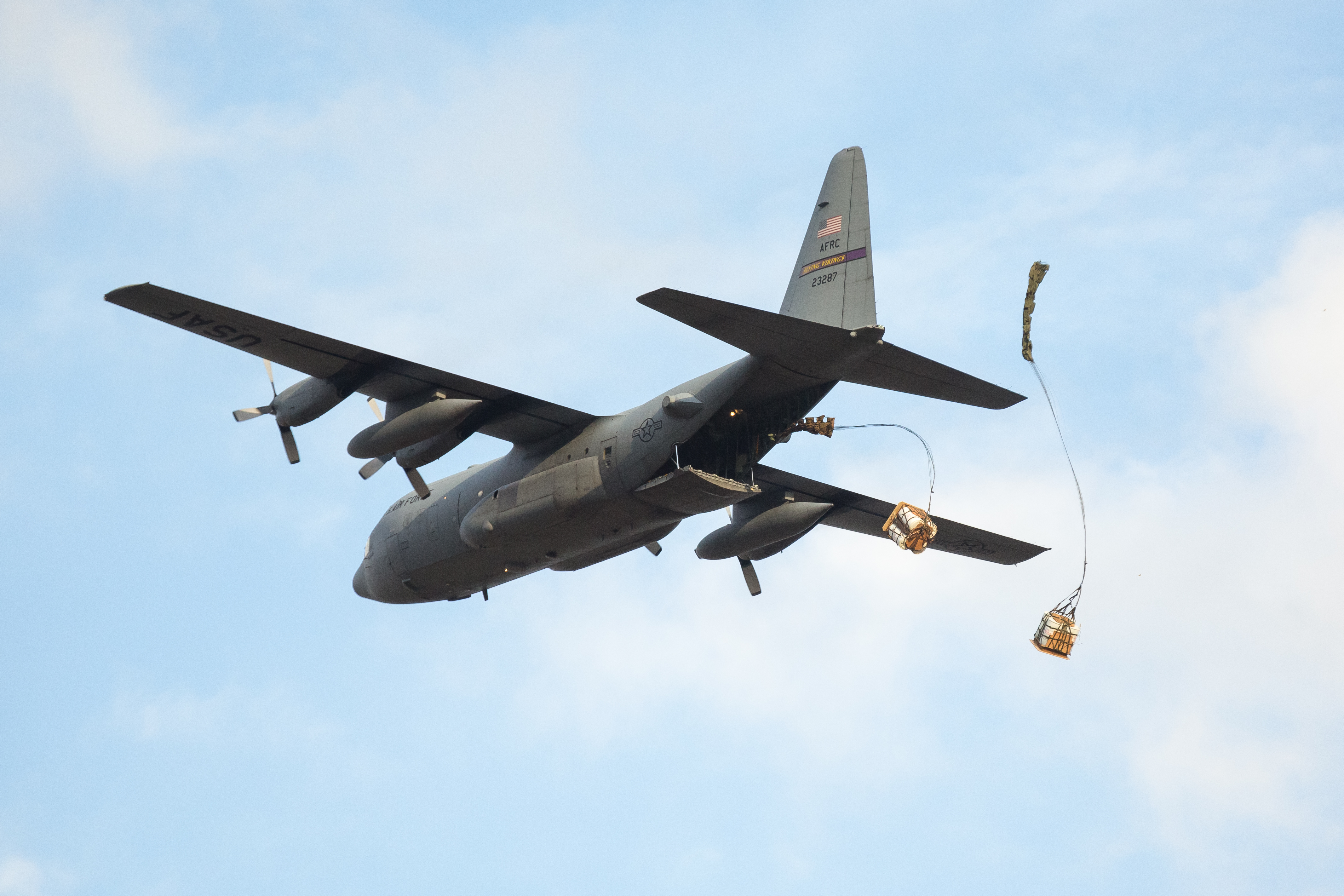
C-130から空中投下される貨物

## 機種一覧

### ターボジェット / ターボファン機
アメリカ合衆国
- ボーイング KC-135 ストラトタンカー（ボーイング367-80）
  - ボーイング C-135 ストラトリフター
- ボーイング C-137 ストラトライナー（ボーイング707）
- ロッキード C-141 スターリフター
- ロッキード C-5 ギャラクシー
- マクドネル・ダグラス C-9（DC-9-30）
- マクドネル・ダグラス KC-10 エクステンダー（DC-10）
- ガルフストリーム C-11（ガルフストリーム II）
- ボーイング YC-14
- マクドネル・ダグラス YC-15
- マクドネル・ダグラス C-17 グローブマスター III
- ガルフストリーム C-20（ガルフストリームIII、IV）
- リアジェット C-21（リアジェット35A）
- ボーイング C-32（ボーイング757-200）
- ガルフストリーム C-37（ガルフストリーム V）
- ボーイング C-40 クリッパー（ボーイング737-700）
- ボーイング KC-767
  - ボーイング KC-46 ペガサス

 イギリス
- ロッキード トライスター

欧州共同
- エアバス A310 MRTT
- エアバス A330 MRTT

 ソビエト連邦 /  ロシア
- イリューシン Il-76
- イリューシン Il-106（開発中）

 ソビエト連邦 /  ウクライナ
- アントノフ An-72 チェブラーシュカ
- アントノフ An-74 チェブラーシュカ
- アントノフ An-124 ルスラーン
- アントノフ An-225 ムリーヤ
- アントノフ An-178（開発中）

 ロシア/ インド
- イリューシン Il-214（開発中）

 中国
- 西安 Y-20

 日本
- 川崎 C-1
- 川崎 C-2

 ブラジル
- エンブラエル C-390

### ターボプロップ機
アメリカ合衆国
- ロッキード C-130 ハーキュリーズ
  - ロッキード C-130J スーパーハーキュリーズ
  - ロッキード MC-130 コンバット・タロン
- ダグラス C-133 カーゴマスター
- グラマン C-2 グレイハウンド
- ホーカー C-12 B200スーパーキングエア
- ショート C-23 シェルパ

 イギリス
- アームストロング・ホイットワース アーゴシー
- ショート ベルファスト

 イタリア
- アエリタリア G.222
  - アレーニア C-27J スパルタン

欧州共同
- トランザール C-160
- エアバス A400M アトラス

 スペイン
- エアバス C-212
- エアバス CN-295

 スペイン /  インドネシア
- エアバス、IPTN CN-235

 ソビエト連邦 /  ウクライナ
- アントノフ An-3
- アントノフ An-8
- アントノフ An-10
- アントノフ An-12
- アントノフ An-22 アンチェイ
- アントノフ An-26 ※補助ジェットエンジンあり
- アントノフ An-28
  - PZL M-28ブルィザ（英語版）
- アントノフ An-30
- アントノフ An-32
- アントノフ An-70

 ソビエト連邦 /  ロシア
- イリューシン Il-18

 中国
- 陝西 Y-9

 日本
- 日航製 YS-11M/M-A

### レシプロ機
アメリカ合衆国
- カーチス C-46 コマンドー
- ダグラス C-47 スカイトレイン（DC-3）
- ダグラス C-54 スカイマスター（DC-4）
- ダグラス C-74 グローブマスター（DC-7）
- カーチス C-76 キャラバン
- ダグラス C-118 リフトマスター（DC-6）
- ダグラス C-124 グローブマスター II
- ボーイング C-75 ストラトライナー（モデル307）
- ボーイング C-97 ストラトフレイター （モデル377）
- ボーイング C-98 クリッパー（モデル314・飛行艇）
- ロッキード C-121 スーパーコンステレーション（L-1049 スーパーコンステレーション）
- バッド RB/C-93 コネストガ
- マーティン JRM マース
- グラマン TF-1（C-1） トレーダー

 イギリス
- マイルズ メッセンジャー
- アームストロング・ホイットワース アルベマール
- アブロ ヨーク
- ハンドレページ ヘイスティングス
- ブラックバーン ビバリー

 フランス
- ノール ノラトラ

 スペイン
- CASA C-201
- CASA C-202
- CASA C-207

 ソビエト連邦
- リスノフ Li-2
- イリューシン Il-12
- イリューシン Il-14
- アントノフ An-2

 大日本帝国
- 三菱 九〇式陸上輸送機
- 川西 九四式輸送機
- 三菱 九六式陸上輸送機
- 愛知 九六式輸送機
- 中島 九七式輸送機（AT-2）
- 川西 九七式輸送飛行艇
- 川西 九七式輸送機
- 三菱 一〇〇式輸送機
- 中島 零式輸送機
- 立川 ロ式輸送機（ロッキード L-14 スーパーエレクトラ）
- 川崎 一式貨物輸送機
- 立川 一式双発高等練習機丙型
- 国際 一式輸送機
- 川西 晴空
- 日飛 十三試小型輸送機
- 川西 蒼空
- 立川 キ92
- 国際 キ105

 ドイツ国
- アラド Ar 232
- ユンカース Ju 52
- ユンカース Ju 252
- ユンカース Ju 352
- ゴータ Go 244
- メッサーシュミット Me 323 ギガント
- ジーベル Si 204

 イタリア王国
- フィアット G.18
- フィアット G.12

### 回転翼機
アメリカ合衆国
- シコルスキー CH-37（HR2S）モハーヴェ
- バートル CH-46 シーナイト
- ボーイング・バートル CH-47 チヌーク
- シコルスキー CH-3C/E シーキング
- シコルスキー CH-53 シースタリオン
- シコルスキー CH-53E スーパースタリオン
- シコルスキー CH-53K キングスタリオン
- ベル-ボーイング V-22 オスプレイ
- ベル-ボーイング クアッド・ティルトローター

 イギリス /  アメリカ合衆国
- ウェストランド コマンドゥ

 イギリス /  イタリア
- アグスタウェストランド AW101 マーリン

 ソビエト連邦 /  ロシア
- ミル Mi-6
- ミル Mi-26

 フランス
- シュド・アビアシオン SA 321 シュペルフルロン
- アエロスパシアル AS 532（H215M）クーガー
- ユーロコプター EC 725（H225M）シュペルクーガー